# 瓦萨维语
瓦萨维语（Vasavi）是古吉拉特诸语之一，使用者以比尔人为主。该语言主要分布在古吉拉特邦与马哈拉施特拉邦之边界，巴罗达县、苏拉特县以及中央邦的西南部亦有该语言的踪迹。